# Akira Matsunaga (1948)
Akira Matsunaga (Prefectura de Shizuoka, Japó, 8 d'agost de 1948) és un futbolista japonès. Va disputar 10 partits amb la selecció japonesa.